# Бодо Хомбах
Бодо Хомбах (Милхајм ан дер Рур, 19. август 1952) је немачки политичар, члан СПД-а и данас менаџер издавачке куће. Током своје политичке каријере, био је министар привреде Северне Рајне-Вестфалије и од 1998. до 1999. године шеф бироа савезног канцелара и савезни министар за посебне задатке у првој влади Герхарда Шредера. Након тога је Хомбах променио радно место и постао ЕУ координатор Пакта за стабилност југоисточне Европе у Бриселу. 2002. године је Бодо Хомбах постао директор Медијске групе ВАЦ у Есену.